# Powderham
Powderham is een civil parish in het bestuurlijke gebied Teignbridge, in het Engelse graafschap Devon. In 2001 telde het dorp 100 inwoners. Als landgoed werd Powderham in het Domesday Book van 1086 vermeld als 'Poldreham'. Er werd gewag gemaakt van een bevolking van 32 huishoudens, met land voor 11 of 12 ploegen. Dit landgoed kwam later in bezit van de nazaten van Hugh II van Devon.

## Geboren in Powderham
- Lord Halifax (1881-1959), politicus